# Захарово (Верхньокамський район)
Заха́рово (рос. Захарово) — присілок у складі Верхньокамського району Кіровської області, Росія. Входить до складу Кайського сільського поселення.
Населення становить 18 осіб (2010, 34 у 2002).
Національний склад станом на 2002 рік — росіяни 94 %.